# 吉備津丸
吉備津丸（きびつまる）は、日本陸軍が日本郵船の名義で1943年（昭和18年）末に竣工させた揚陸艦。上陸用舟艇の母艦機能を有し、陸軍特殊船と呼ばれた。太平洋戦争ではフィリピンなどへの部隊輸送に使用された。終戦の日直前の1945年（昭和20年）8月7日に瀬戸内海で機雷に接触して復旧不能となり、放棄された。

## 建造
日本陸軍は、1934年（昭和9年）に建造した「神州丸」の成功を踏まえ、同種の陸軍特殊船の量産を計画した。しかし、平時から大型船多数を維持することは予算的に困難であった。そこで、民間海運会社に補助金を交付して民間船扱いで建造させ、有事にのみ徴用する形式が採られることになった。民間船といっても名目的で、設計はすべて陸軍側で手配され、船主側には竣工まで性能すら明かされていなかった。船主従業員の立ち入りも規制され、実際に商船として運航する意図があったかは疑問視される。その1隻として、日本郵船が船主となって発注されたのが本船である。日立造船因島造船所で建造され、1943年（昭和18年）12月29日に竣工した。船名は、日本郵船側では敵前上陸にちなんで「陸前丸」を予定したが、東條英機首相兼陸相により「吉備津丸」と命名された。「吉備津丸」の名は、神武東征の際の揚陸地点とされる吉備津神社にちなむ。なお、陸軍特殊船には、上陸戦という用途にちなんで港を意味する「津」が付いた名前が多い。
「吉備津丸」は、陸軍特殊船のうち基本形の甲型に属する。外形は「神州丸」が軍艦に近い特異な姿だったのに対し、正体を秘匿するため通常の貨客船などに似せた姿となっている。しかし、船体内は上陸用舟艇を収容する全通甲板式の格納庫になっており、船尾に急速発進用の大型ハッチを備えるなど商船とはまったく異なった構造である。兵員居住区画としての使用を想定したためか、舷窓が多く設けられている。上甲板には4か所に船倉口が設けられ、『日本郵船戦時船史』によればマッカンキング式の横にスライドする蓋で覆われていた。荷役設備として、前後の甲板中央付近に単脚型のデリックポスト各1基、中央構造物の前後に門型のデリックポスト各1組を有する。機関は蒸気タービン機関を採用し、試運転では23ノットの高速を記録した。ただし、燃料の重油消費量が極めて多かった。また、航行中にローリングが激しく、転舵の際には船体が大きく傾くなど安定性は不良であった。
武装は、高射砲4-8門などを装備した船舶砲兵2個中隊程度を適宜搭載する。1944年末の武装例では、船首と船尾の砲座に高射砲4門ずつを布陣させたほか、海軍から提供の九六式二十五粍高角機銃12門、打上筒 10基などの対空兵装を備えていた。潜水艦対策用には、爆雷やす号探知機と呼ばれたソナーも積んでいる。
完全な同型船は存在しない。同じ甲型に属する陸軍特殊船としては、三井造船玉野工場で「摩耶山丸」「玉津丸」が建造されているものの、ディーゼルエンジンを主機とし、デリックポストが全て門型であるなど設計が異なる。船体の基本設計は丙型（航空機搭載仕様）の「あきつ丸」を基礎にしたと推定される。本船と同じ日立造船因島造船所では、戦時標準船に準じた戦時急造仕様のM甲型「日向丸」「摂津丸」が後に建造されており、これらは本船を一部簡易化した設計である。

## 運用
太平洋戦争中の竣工となった本船は、ただちに陸軍によって徴用された。1945年2月までに、宇品・マニラ間を3航海、宇品・釜山港間を5航海、門司・高雄港・サンフェルナンド間を2航海と、多数の輸送任務をこなしている。日本の海上交通はアメリカ海軍潜水艦などによる激しい攻撃にさらされており、「吉備津丸」もしばしば危険な状況に陥ったが、大きな損害は受けなかった。
例えば1944年5月13日には部隊輸送のためヒ船団のヒ63船団に加入して門司発、同月18日にマニラへ到着。同年8月10日には再びマニラまでの輸送任務でヒ71船団に加入したが、機関故障のため船団から除外された。その後、ヒ71船団はルソン島北方で陸軍特種船「玉津丸」撃沈を含む甚大な損害を被っており、本船は故障によって難を逃れたことになる。
1944年8月25日にはヒ73船団に加入して門司を出港、9月2日にマニラへ到着した。マニラから門司への帰路で加入したヒ72船団は、潜水艦と航空機による攻撃を受け続けて壊滅したが、「吉備津丸」は輸送船の中で唯一無傷で生還した。
1944年11月にマニラへの第23師団輸送で加入したヒ81船団も激しい攻撃を受け、陸軍特種船の「あきつ丸」「摩耶山丸」も撃沈されたが、本船は無事に経由地の高雄まで到着。「神州丸」とともにタマ33船団として12月2日にサンフェルナンド（マニラから目的地変更）へ部隊を送り届けた。

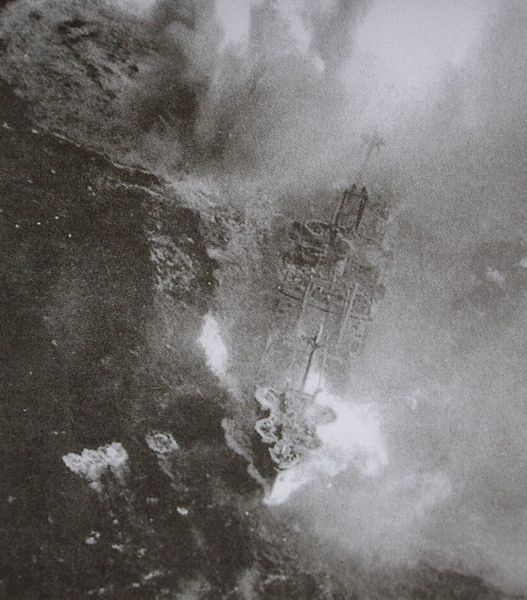
アメリカ空母「ホーネット」の搭載機が撮影したマタ40船団の陸軍特種船「吉備津丸」または「日向丸」。

いよいよルソン島の戦いが差し迫った1944年12月19日にも、第19師団の輸送のためヒ85船団へ加入し、門司を出港した。「吉備津丸」は高雄でヒ85船団と分かれ、陸軍特種船「神州丸」「日向丸」および貨物船「青葉山丸」（三井船舶：8811総トン）とともに12月26日にサンフェルナンドへの揚陸を強行した。船団はアメリカ陸軍航空軍から猛烈な空襲を受け、揚陸中に「青葉山丸」が沈没したが、本船は無事に揚陸を完了した。本船は、負傷兵など便乗者500-550人を収容している。残存船団3隻はマタ40船団と改称して高雄へ帰ろうとしたが、1945年1月3日に第38任務部隊の艦上機により捕捉された。これまで無傷の「吉備津丸」もついに爆弾2発が船首を直撃し、至近弾10発も受けたが、沈没は免れた。応戦していた船砲隊69人・便乗者2人または75人が戦死し、徴用船員に被害は無かった。この戦闘で僚船のうち「神州丸」は撃沈され、「日向丸」も損傷している。高雄での応急修理後、基隆港および青島を経て2月に日本へ帰還した。日本への帰還後は、三菱造船神戸造船所で修理工事に入った。
1945年4月、神戸造船所の和田桟橋につながれて工事中だった「吉備津丸」は、原因不明の事故で浸水を起こし、擱座してしまった。海洋サルベージを受けて浮揚されたが、修理に3カ月間を要した。
1945年8月、神戸造船所を出た「吉備津丸」は、横浜港へ回航されることになった。しかし、8月7日、須磨沖北緯34度37分 東経135度04分 / 北緯34.617度 東経135.067度付近の瀬戸内海を航行中に、飢餓作戦でアメリカ軍が投下した機雷と接触、2番船倉の船底に大穴が開いた。船長は、完全沈没を避けるために浅瀬へ船体を擱座させた。船体が一時的に安定したため備品や食糧が陸揚げでき、保安要員を残して船員も退去した。その後、浅瀬が崩れて船体の沈下が止まらなくなり、復旧の見込みなしとして総員退去となった。ここでも人的損害は負傷者若干にとどまり、最後まで船員の死者は生じなかった。終戦後の9月5日に完全に沈没し、陸軍から徴用解除された。船体は1947年（昭和22年）に北川産業により海洋サルベージのうえ解体された。